# Lex superior
Lex superior är en lag som har högre rang jämfört med en annan lag. I Sverige har grundlag högre rang än vanliga lagar, som räknas före förordningar, som i sin tur räknas före myndighetsföreskrifter. I lagtolkning används principen om lex superior för att avgöra vilken bestämmelse som ska gälla när två bestämmelser motsäger varandra.  Det latinska uttrycket är lex superior derogat legi inferiori.